# Gera
Gera je město s postavením městského okresu v německé spolkové zemi Durynsko. Po Erfurtu a Jeně se jedná o třetí největší město spolkové země. Gera leží na řece Bílý Halštrov přibližně 55 km jižně od Lipska, asi 75 km východně od Erfurtu, přibližně 40 km západně od Cvikova a asi 70 km západně od Saské Kamenice. Svou polohou je také součástí Metropolitního regionu Středního Německa. Ve městě žije přibližně 95 tisíc obyvatel.

## Historie

### Středověk a novověk
Název Gera je původní označení pro oblast v údolí řeky Bílý Halštrov, kde nyní město leží. Název vznikl pravděpodobně v období před stěhováním národů a v 8. století jej přijalo slovanské obyvatelstvo, které se zde usadilo. První písemná zmínka o Geře pochází z roku 955.
V roce 999 císař Ota III. přidělil Geře statut provincie, která se stala součástí Quedlinburského opatství. Roku 1209 se oblast stala součástí rychtářství z Weidy, které se stalo správcem Gery. Páni z Weidy byli předky šlechtického rodu Reussů. Jako město byla Gera poprvé zmíněna roku 1237, ačkoliv není známo, kdy získala obecní práva. Malé město se ve 13. století rozléhalo na ploše přibližně 350 m² a zdejší rychtáři zde vybudovali městský hrad v jihozápadní části dnešní ulice Burgstraße. Městská pečeť byla poprvé použita roku 1350, v roce 1360 byla poprvé jmenována městská rada. Radnice byla poprvé zmíněna roku 1426. Do roku 1358 byla formální panovnicí Gery matka představená z Quelinburského opatství, poté se dostal výkon správy nad městem do rukou příslušníků šlechtického rodu Wettinů. Gera byla během saské bratrovražedné války v roce 1450 téměř celá zničená, město se však dokázalo rychle vzpamatovat poté, co se zde rozvinul textilní průmysl, který mu přinesl nové bohatství.

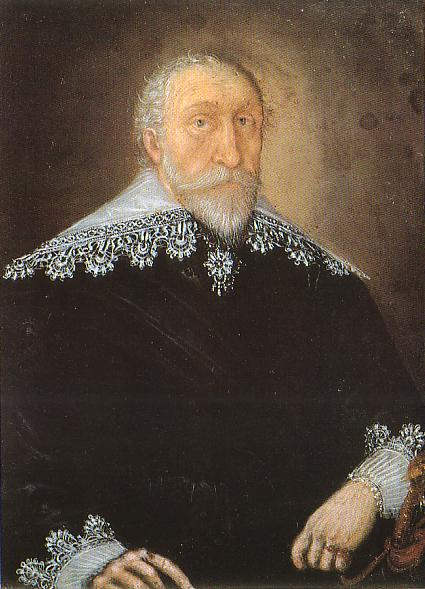
Jindřich II. Reuss z Gery

Reformace zasáhla Geru roku 1533, avšak proti vůli vládnoucích Wettinů. Po šmalkaldské válce se roku 1546 stala Gera součástí zemí Koruny české, která však neměla na rozvoj města žádný vliv. V 16. století přesídlila do Gery řada textilních průmyslníků ze Španělského Nizozemí, což vedlo k dalšímu rozvoji textilního průmyslu. Ti se do Gery nastěhovali především jako uprchlíci na pozvání hraběte Jindřicha II. Reusse z Gery. V 18. století dosáhl zdejší textilní průmysl vrcholu, když zde vznikl nákladnický systém.
Roku 1673 získali Reussové titul císařských hrabat, což vedlo k zisku plné suverenity v rámci Svaté říše římské, a Gera se tak stala jejich panovnickým sídlem. V letech 1686 a 1780 zasáhly město rozsáhlé požáry, které zničily velké množství staveb. Po roce 1780 bylo město jednotně přestavováno ve stylu pozdního baroka, které je patrné ve vnitřním městě dodnes.
Roku 1806 během války čtvrté koalice založil Napoleon Bonaparte v Geře sídlo, odkud poslal 12. října téhož roku výhružný dopis pruskému králi Fridrichu Vilémovi III. a vlákal jej do bitvy u Jeny, kde utrpěla pruská vojska drtivou porážku.

### Od roku 1815

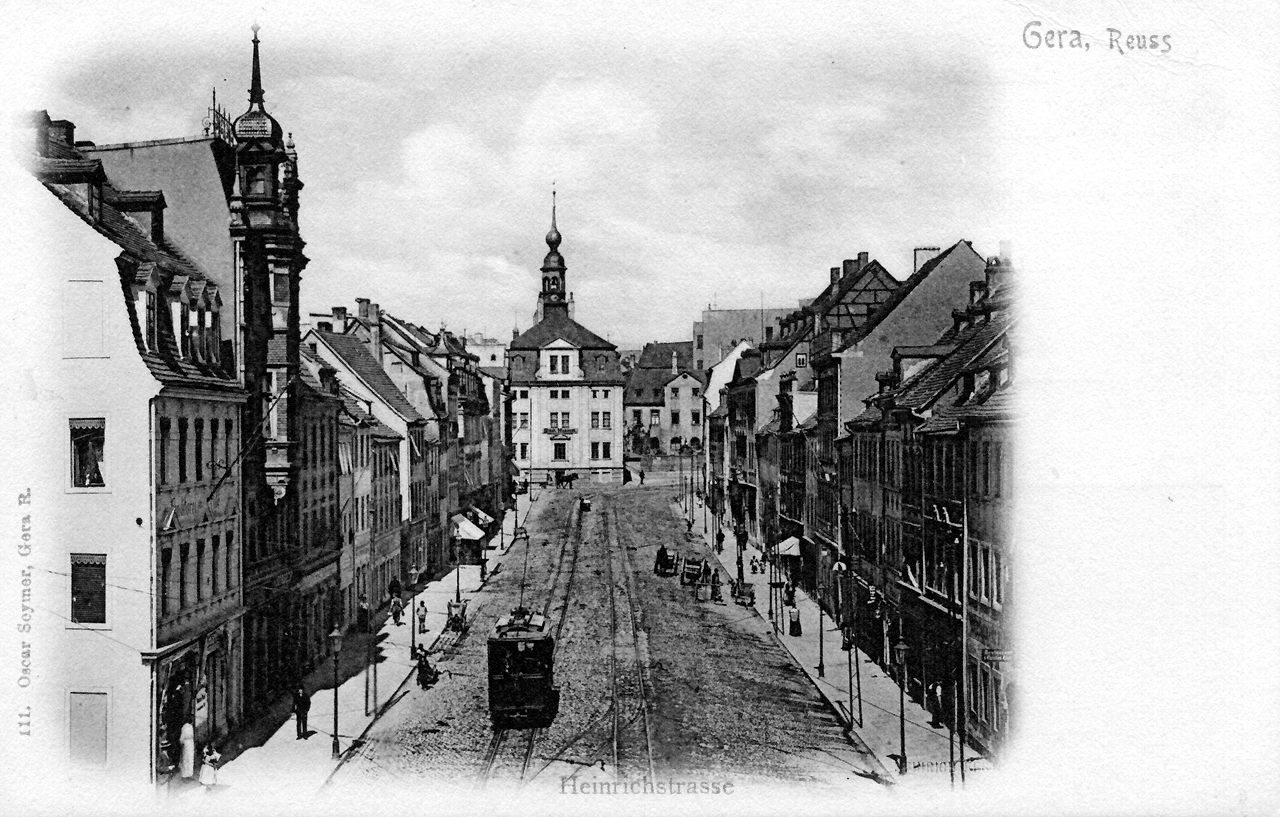
Heinichstraße na počátku 20. století

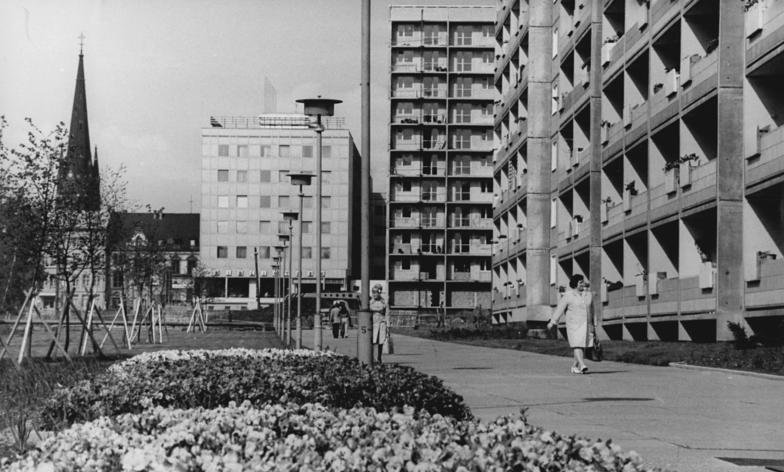
Nová zástavba panelovými domy v roce 1974, vlevo kostel Nejsvětější Trojice

Linie panovníků z rodu Reussů v Geře vymřela roku 1802, a tak nebylo město královským sídlem až do roku 1848, kdy sem přesídlili noví členové rodu ze Schleizu. V letech 1848 až 1918 sloužilo město jako sídlo knížectví Reuß-Gera. S příchodem průmyslové revoluce v polovině 19. století došlo v Geře k velkému ekonomickému růstu díky rozvoji textilního průmyslu. Od roku 1836 byl ve městě k dispozici první mechanický tkalcovský stav. Roku 1859 získala Gera první železniční spojení s městem Halle přes Zeitz a Weißenfels. V průběhu následujících desetiletí získala Gera několik železničních spojení s dalšími městy a stala se tak významným dopravním uzlem, což mělo také vliv na další rozvoj průmyslu. V roce 1892 byla v Geře zprovozněna tramvajová doprava jako v pořadí druhá tramvajová síť v Německu.
Během listopadové revoluce v letech 1918 a 1919 abdikoval reusský kníže a byla ustanovena demokratická Reusská republika, která se v roce 1920 připojila k nově vzniklému Svobodnému státu Durynsko. Počátkem 20. století došlo k připojení řady obcí k městu, které tvořily jeho předměstí, a tak s počtem 80 tisíc obyvatel se stala Gera nejlidnatějším městem Durynska. Hlavním městem spolkové země byl však tou dobou Výmar, dnešní zemské hlavní město Erfurt tvořilo součást Pruska. Po převzetí moci nacisty byla zcela rozbita zdejší židovská komunita a v průběhu Křišťálové noci roku 1938 byla vypálena místní synagoga. Na konci druhé světové války, 6. dubna 1945, bylo při náletech zničeno na 300 budov, mimo jiné i některé historické budovy v centru města. Některé budovy však byly po válce obnoveny. 14. dubna 1945 obsadila Geru americká vojska, která byla k 1. červenci 1945 nahrazena sovětskými vojáky.
V roce 1949 se stala Gera součástí Německé demokratické republiky a byla jedním z měst, kde došlo k východoněmeckému povstání roku 1953. V roce 1952 se stala Gera správním centrem nově ustanoveného okresu Gera. V souvislosti s přesunem správních kompetencí do Gery došlo k dalšímu rozvoji města a v období existence Německé demokratické republiky vzrostl počet obyvatel a na periferiích vyrostla nová velká panelová sídliště.
Po znovusjednocení Německa v roce 1990 se stala Gera součástí nově obnoveného Svobodného státu Durynsko a společně s Erfurtem a Jenou tvořilo jedno z významných center. Po roce 1990 však ztratila Gera řadu správních funkcí a došlo k zavření některých továren, což vyústilo v ekonomickou krizi a vedlo ke zvýšení nezaměstnanosti.

## Demografie
V průběhu staletí byla Gera malým městem s počtem obyvatel pohybujícím se kolem dvou tisíc. S rozvojem textilního průmyslu rostl počet obyvatel a v roce 1800 žilo v Geře kolem sedmi tisíc obyvatel. V období rané industrializace v roce 1870 žilo ve městě přibližně 17 tisíc obyvatel. K velkému nárůstu počtu obyvatel došlo v období od roku 1870 do roku 1930, když právě roku 1930 dosahovala populace Gery již 83 tisíc obyvatel. V roce 1950 zde žilo na 98 tisíc obyvatel. Maximálního počtu obyvatel dosáhlo město roku 1988, když jej obývalo kolem 135 tisíc obyvatel. Po znovusjednocení Německa roku 1990 však docházelo k poklesu počtu obyvatel, takže v roce 2000 žilo ve městě kolem 113 tisíc obyvatel a v roce 2013 klesl počet obyvatel pod 95 tisíc.

## Partnerská města
- Saint-Denis, Francie (1950)
- Sliven, Bulharsko (1965)
- Skierniewice, Polsko (1965)

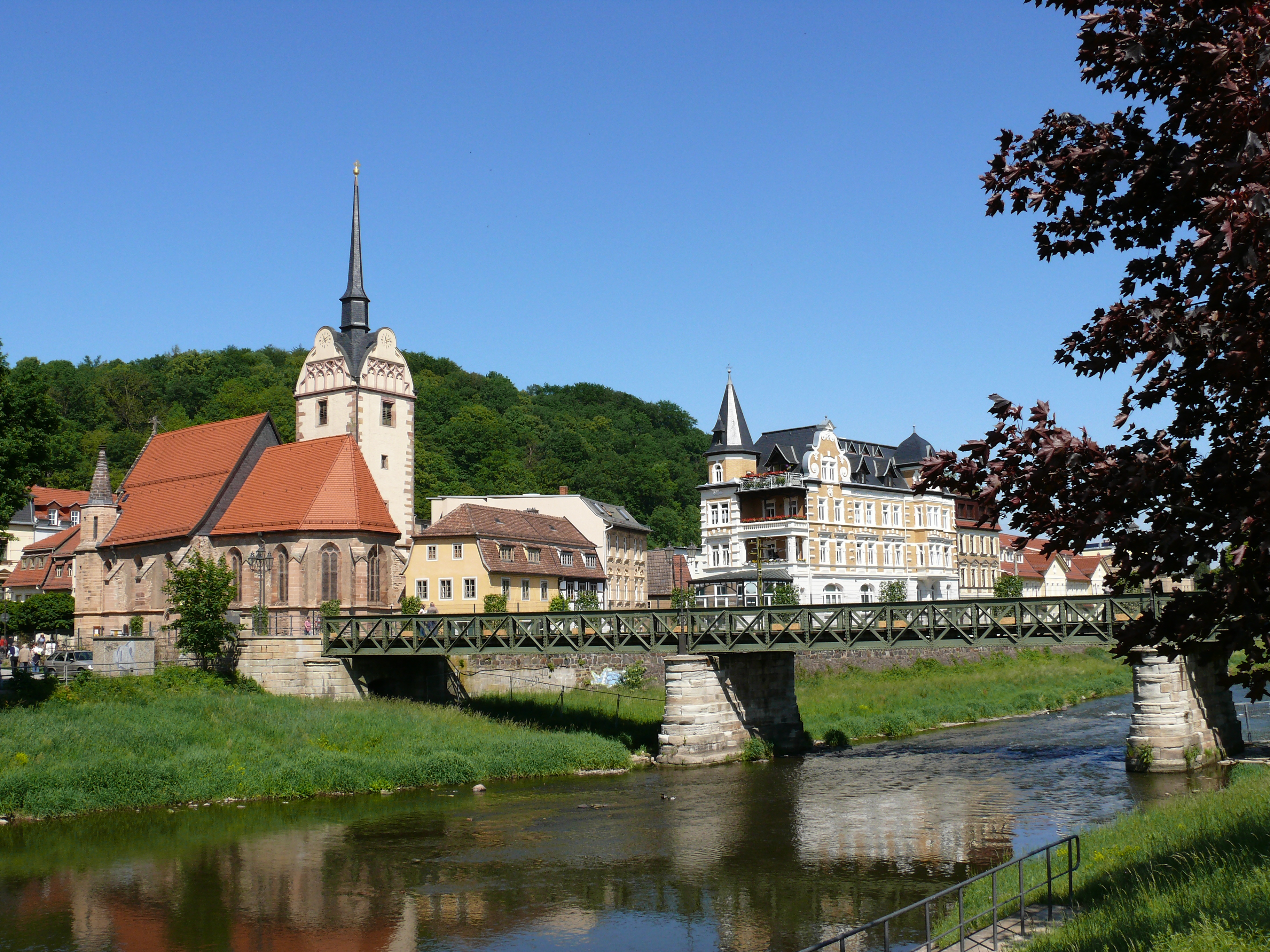
Kostel Panny Marie

- Pskov, Rusko (1969, obnoveno v roce 1996)
- Plzeň, Česko (1970)
- Kuopio, Finsko (1972)
- Arnhem, Nizozemsko (1987, obnoveno v roce 1991)
- Rostov na Donu, Rusko (1987)
- Norimberk, Německo (1988, obnoveno v letech 1990 a 1997)
- Fort Wayne, Spojené státy americké (1992)
- Temešvár, Rumunsko (1998)
- Goražde, Bosna a Hercegovina (2002)

## Významní rodáci
- Thilo Sarrazin (* 1945), ekonom
- Lutz Seiler (* 1963), spisovatel
- Olaf Ludwig (* 1960), cyklista

## Galerie

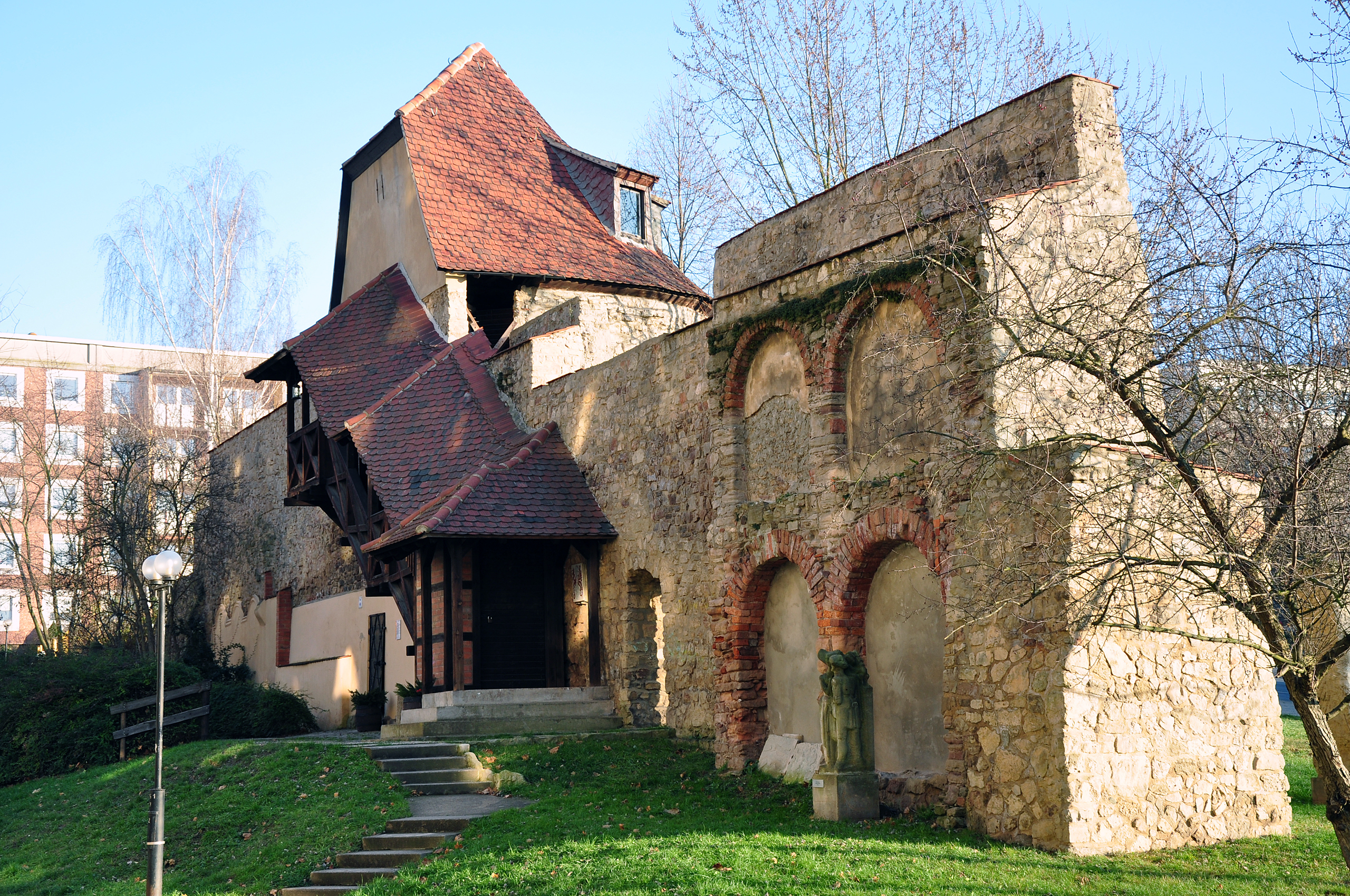
Část středověkého městského opevnění
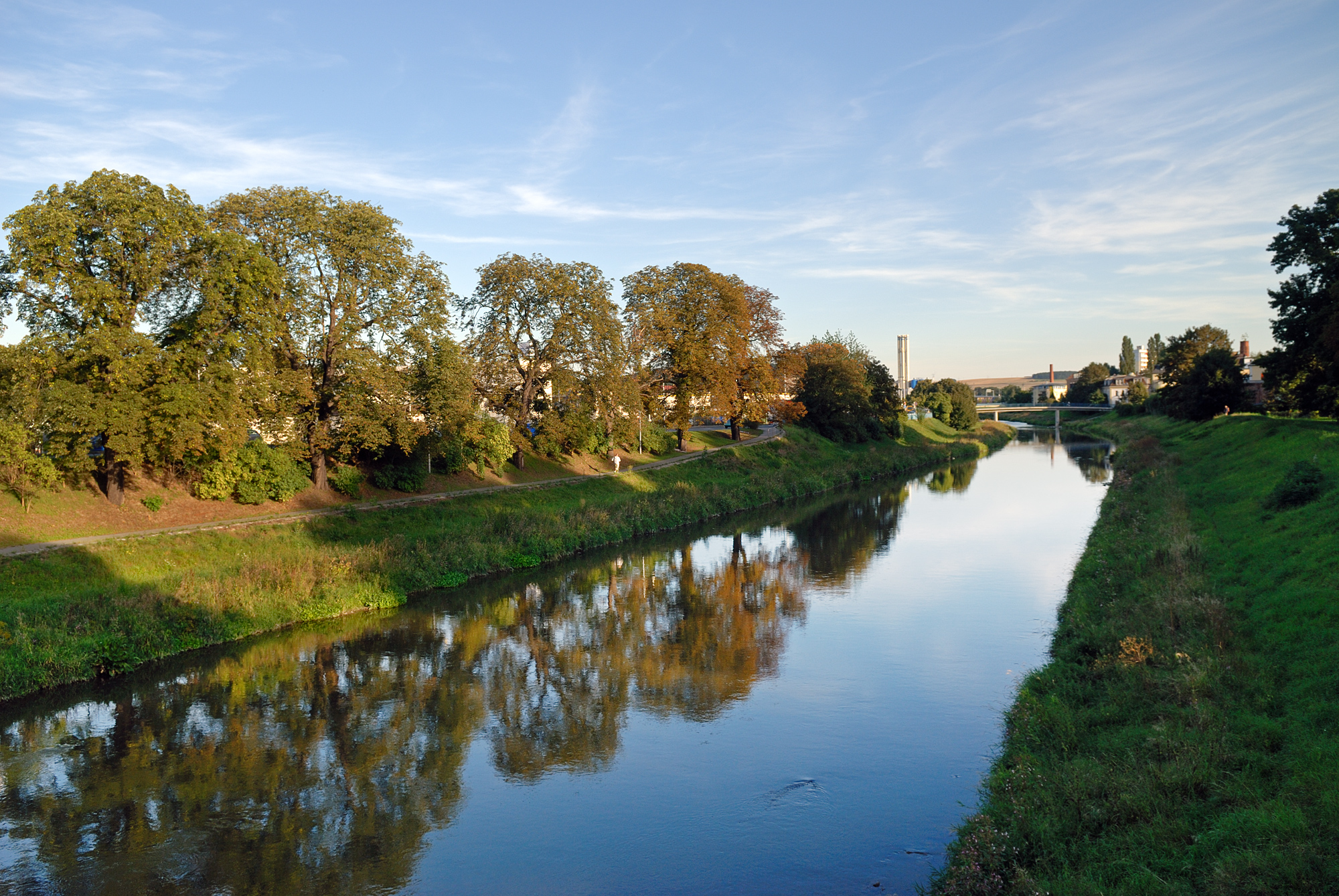
Řeka Bílý Halštrov v Geře
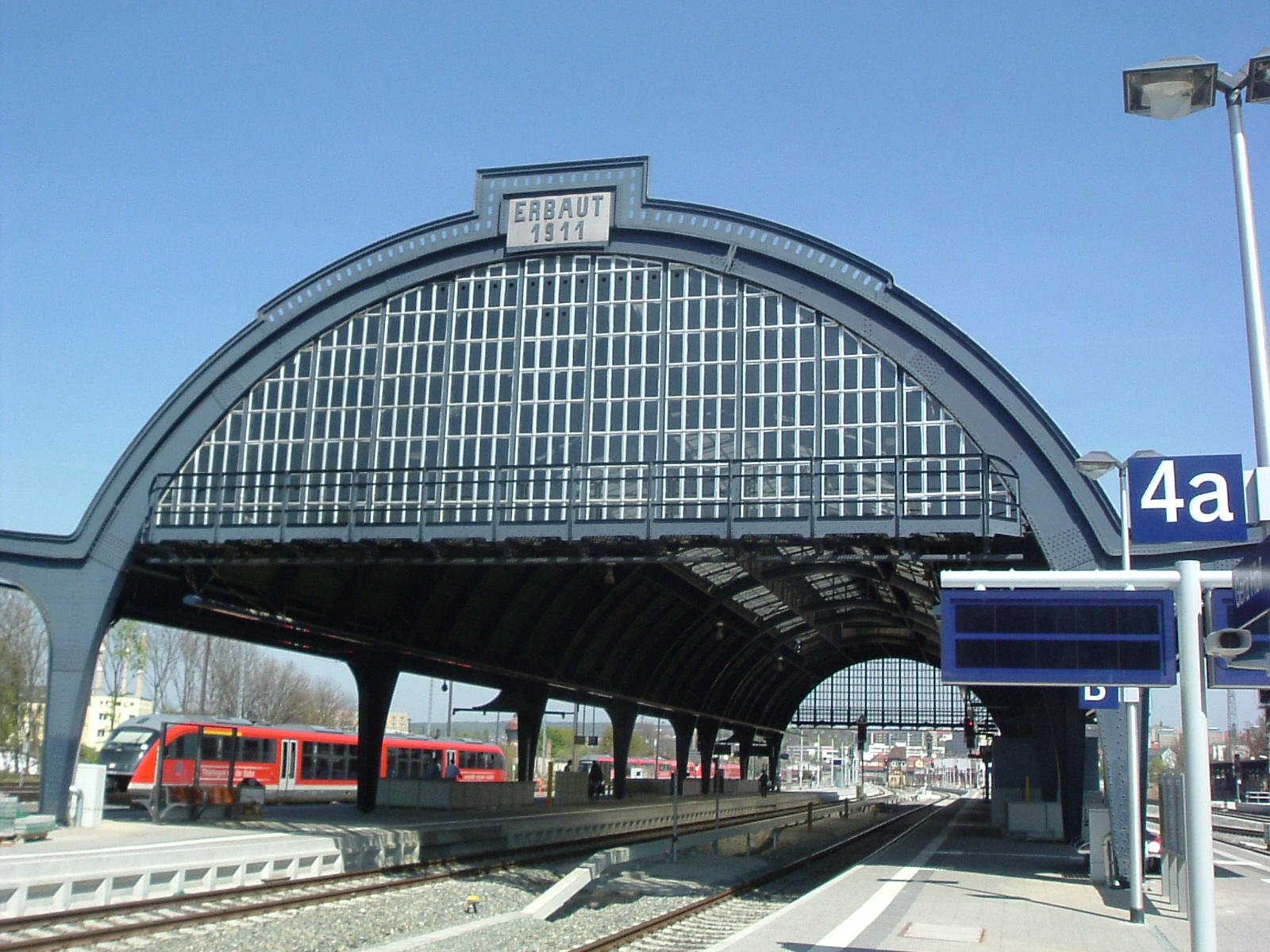
Vlakové nádraží
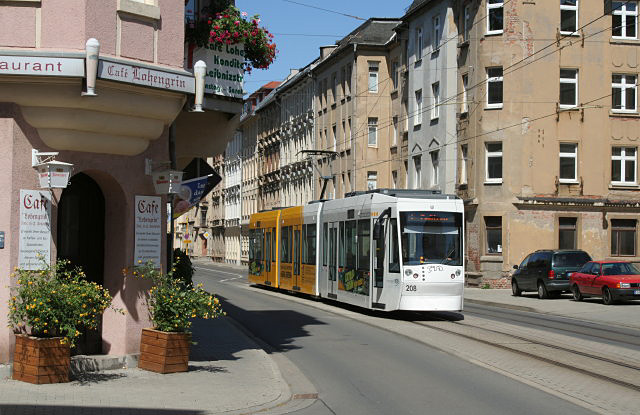
Tramvaj v ulicích Gery
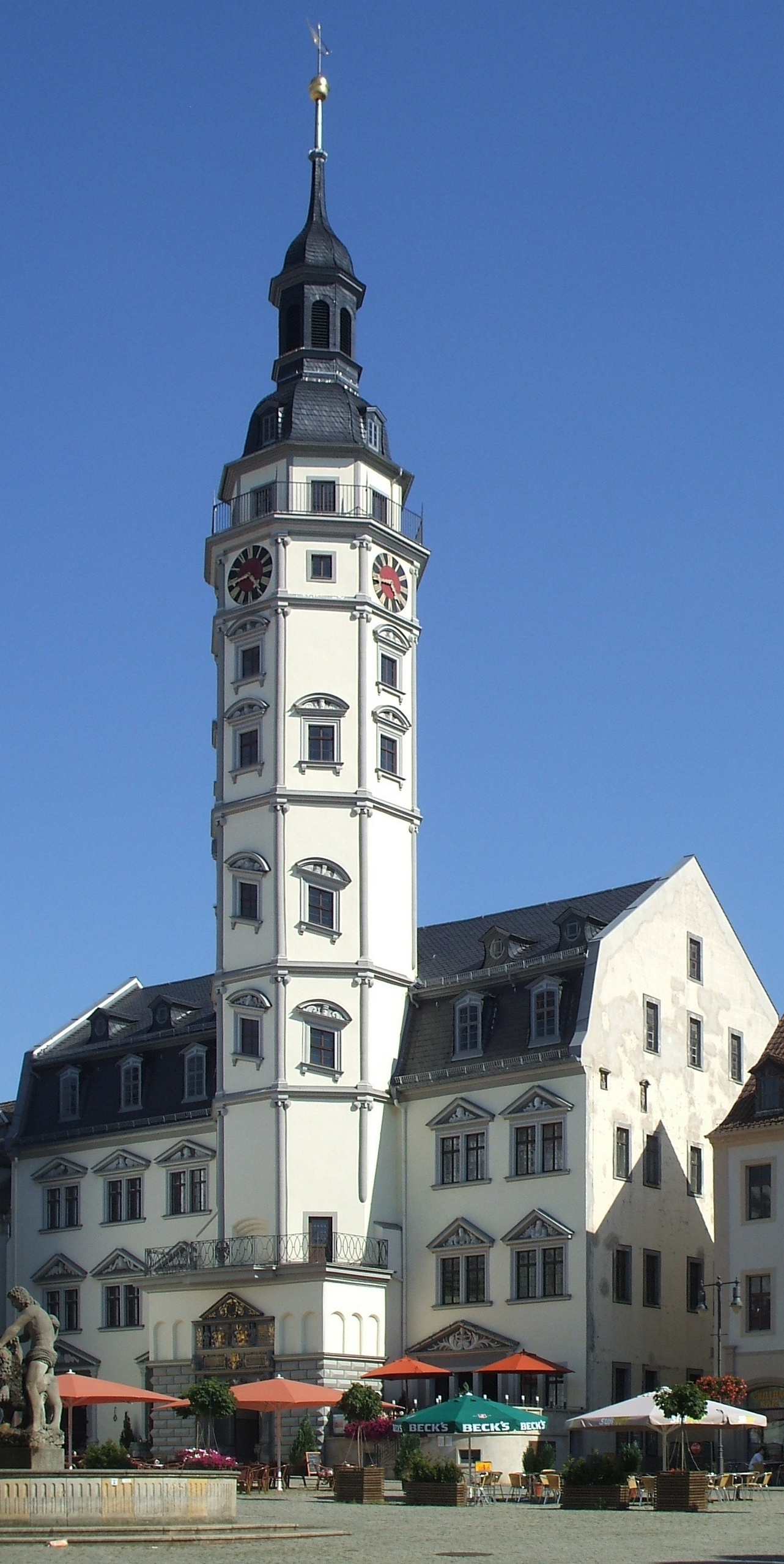
Radnice